# Forza Motorsport 6
Forza Motorsport 6 é um jogo de corrida automóvel, produzido pela Turn 10 Studios e publicado pela Xbox Game Studios Exclusivamente para o Xbox One.
Revelado pela primeira vez em Janeiro de 2015 durante o North American International Auto Show em Detroit, Michigan, o jogo é o sexto título da série Forza e foi lançado em 15 de Setembro de 2015.
Revelado pela primeira vez durante o Salão Internacional do Automóvel da América do Norte em Detroit, Michigan , em 12 de janeiro de 2015, a Turn 10 continuou a parceria com a BBC série automotivo Top Gear , mas o apresentador do show, Jeremy Clarkson , foi excluído do jogo.  Turn 10 também uma parceria com a Ford Motor Company , fabricante do 2017 Ford GT carro tampa.  Após a liberação, o jogo recebeu críticas em grande parte positivas, com os críticos elogiando novos efeitos de adições, conteúdo e tempo do jogo.
De acordo com o site de pontuação agregadas Metacritic, Forza Motorsport 6 recebeu "análises geralmente favoráveis" por parte dos críticos.

## Gameplay
Forza Motorsport 6 apresenta novos elementos de jogabilidade, como chuva e corridas a noite.  Também em destaque, é um novo modo história chamada "Histórias de Motorsport", que oferece cerca de 70 horas de jogo. Forza Motorsport 6 foi lançado com mais de 460 carros, mais do dobro do número de carros no Forza Motorsport 5 , e com 26 lugares.
Novo para a série Forza Motorsport é a corrida de pista molhada. Os efeitos de água podem afetar a corrida, fazendo com que os carros derrapem ou sofram hidro-aquaplanagem ao passarem nas poças de aguas. Os Designers visitaram as pistas reais do mundo para observar onde as poças eram formadas, a fim de modelá-los no jogo. As poças aparecerão nos mesmos locais e se comportam da mesma forma sempre que a pista estiver molhada, dando aos jogadores a oportunidade de aprender onde estão os riscos e como lidar com eles.
Turn 10 Studios confirmou que a parceria com a BBC de  série automotiva Top Gear vai continuar, mas não incluiria o apresentador Jeremy Clarkson. A pista de testes Top Gear e The Stig primo digital "s retorna de Forza Motorsport 5. Comentário de apresentadores James Maio e Richard Hammond é destaque durante todo o jogo.

## Pistas[4]
- Brands Hatch
- Bernese Alps
- Circuito da Catalunha
- Circuito de Spa-Francorchamps
- Daytona International Speedway
- Indianapolis Motor Speedway
- Circuit de la Sarthe
- Lime Rock Park
- Circuito de Rua de Long Beach
- Mazda Raceway Laguna Seca
- Mount Panorama Circuit
- (Bathurst)
- Nürburgring
- Prague
- Rio
- Road America
- Road Atlanta
- Sebring International Raceway
- Circuito de Silverstone
- Test Track
- Top Gear
- Circuito de Yas Marina

## Recepção Da Crítica
Teve uma melhor recepção da critica em relação ao Forza Motorsport 5. no Metacritic tem uma avaliação de 86% para Xbox One e 82% para PC. O público deu uma boa nota, mas a maioria ainda preferia o Forza Motorsport 2 e 4.

## Vendas
Forza Motorsport 6 acumulou 7.4 milhões de unidades vendidas, todas apenas no Xbox One.

Em 2016 a Microsoft anunciou que a série Forza no Xbox One contava com 78 milhões de jogadores e Forza Motorsport 6 estava incluso na lista.